# プラセンシア
プラセンシア（西: Plasencia）は、スペイン・エストレマドゥーラ州カセレス県北部のムニシピオ（基礎自治体）。サンティアゴ・デ・コンポステーラの巡礼路に含まれる、ビア・デ・ラ・プラタ（銀の道）途上にある。

## 地理・気候
県都カセレスのおよそ北83kmにある。ポルトガル国境まで約70kmほどである。イエルテ谷の終わりにあり、イエルテ川が流れる。
温暖な大陸性気候で、夏は暑く冬は温かい。一年の最も寒い月には最低気温0℃を記録するが、反対に最も暑い月には最高気温40℃以上になることもある。県内の他市町村より暑い気温が記録されることは幾らか少ない方である。この地方の気候は、イエルテ谷と近郊のグレドス山脈に非常に影響を受けやすい。一方で気温を温暖にし、イベリア半島の他の場所のように極端になることはない。雨季は豊富に雨が降るが年間降雨量は800mmから1000mmの間で、夏季には水不足となる。

## 歴史

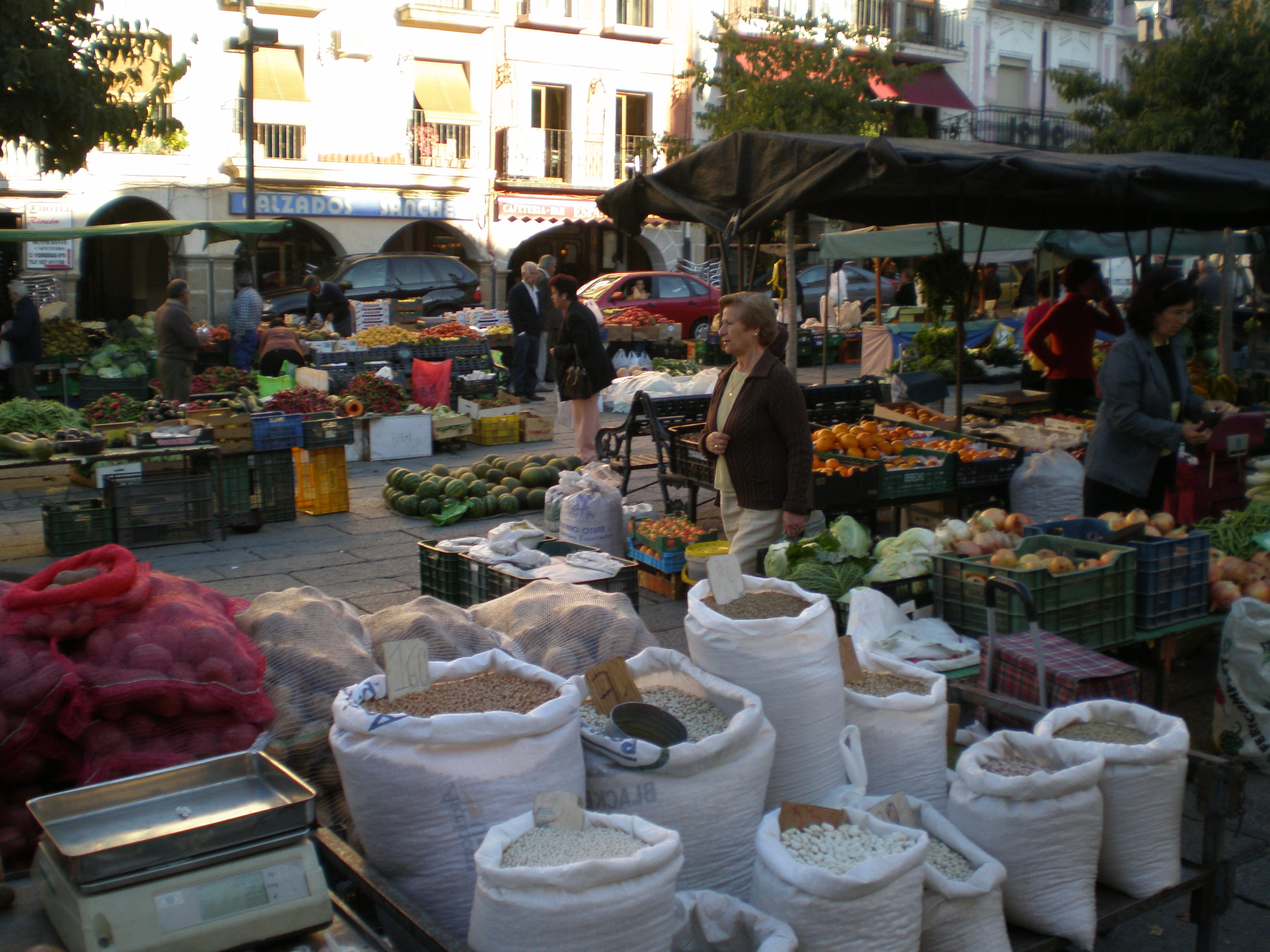
伝統あるプラセンシアの市場

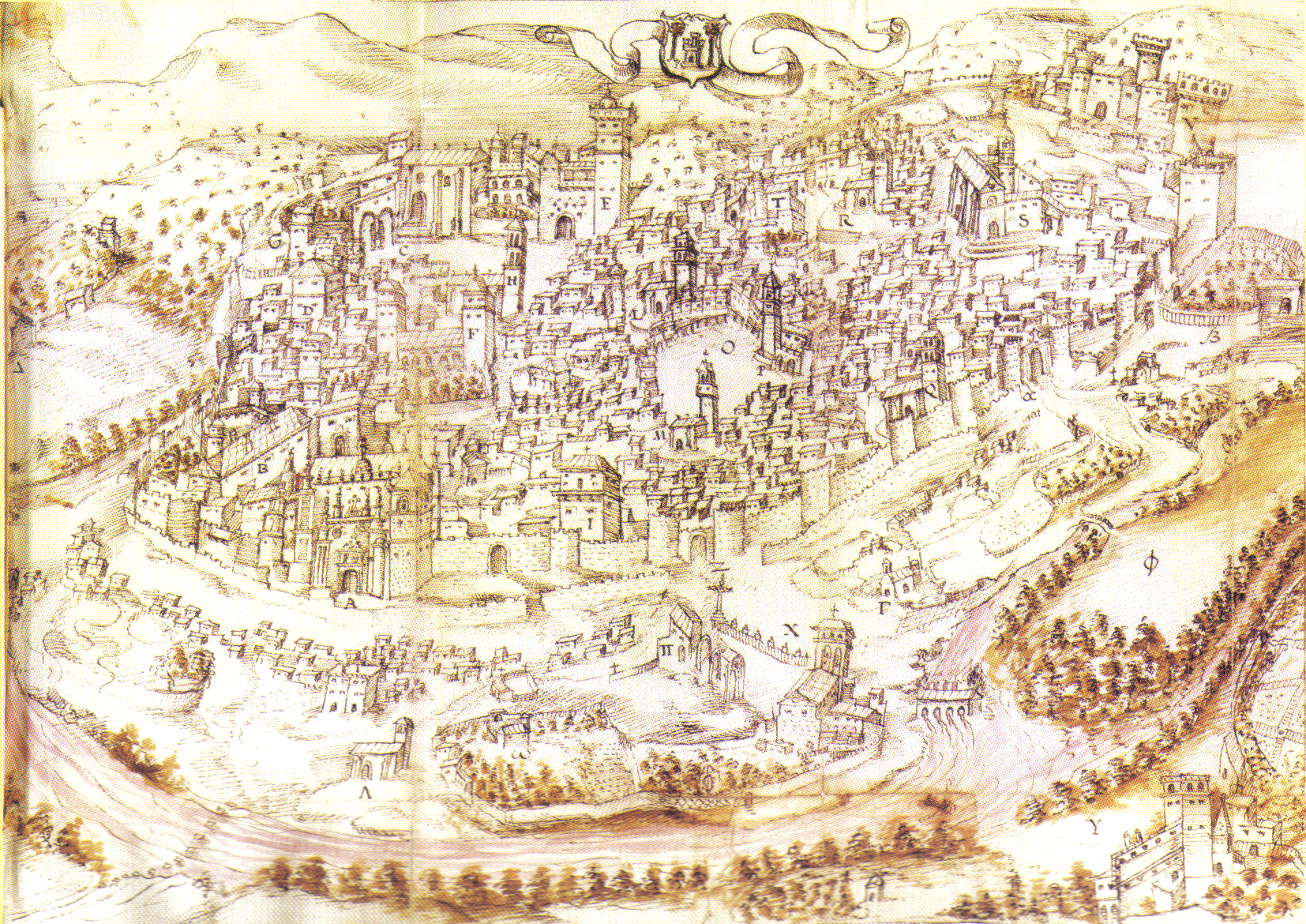
16世紀に描かれたプラセンシア

カスティーリャ王アルフォンソ8世は、1186年にイエルテ川岸の都市要塞（植民と、王国の南西国境地帯の防衛を目的とした）としてプラセンシアをつくった。1196年、ヤアクーブ・マンスール率いるムーア軍によって落とされ、一年後にカスティーリャが奪還した。1198年以降ある城壁は7つの塔、8つの門、最北端にある最も高いアルカサル（天守）を誇る。1941年に集合住宅群へ向かう道を造るために壊されたアルカサルを除いて、城壁のほとんどが残っている。旧市街の見どころは、800年以上後も残るプラサ・マヨールの市場である。市ができたときから毎週火曜日に行われる、無税の市場である。この市場を開く権利は、カスティーリャ王からその他の特権と自治権を授けられたときからあるものである。
アルフォンソ8世の要請によって1189年、プラセンシアはローマ教皇クレメンス3世により司教座都市となり、そのすぐ後にロマネスク様式の大聖堂兼摂が始まった。工事が終わったのは18世紀で、建築様式の流行は変わりゴシック様式の要素が身廊へのアーチ、南側出入り口のバラ窓、城壁と接する東側回廊に付け加えられた。
結果に全く満足しなかった15世紀の司教座は、古い大聖堂を廃して同じ場所にゴシック様式の大聖堂を建てることにした。工事は1498年に始まり、16世紀には当時のルネサンス要素が東入口や聖歌隊席に付け足された。一方で地元プラセンシアのプラテレスコ様式も付け加えられた。18世紀まで工事は続き、新大聖堂の内陣と交差廊だけが終わったところで、奇妙な結果を残し計画が放棄されてしまった。
プラセンシアは長く王家の直接支配を受けたが、1442年にフアン2世によって特権を廃された上でスニガ家に与えられた。この措置が地元貴族と多数を占める住民全体の反対を招き、15世紀後半を通じて定期的に反乱が起きた。王家に対するこの反抗的な土地柄から、1475年にプラセンシアで、カスティーリャ女王を僭称したフアナ・ラ・ベルトラネーハ（出自が疑われており、叔母にあたるイサベル王女と王位を争った）が野心的な隣国ポルトガル王アフォンソ5世（フアナの母方の叔父）と結婚式を挙げた。トロの戦いでフアナ・ラ・ベルトラネーハ側が敗退すると、カスティーリャ女王となったイサベル1世はプラセンシア貴族の邸宅の塔を取り払い、彼らに代償を支払わせた。1488年に特権は復活した。しかしコルテスにおいて意見を述べることはできなかった。

## 経済
プラセンシアはカセレス県北部の事実上の中心地であり、経済活動の63％が商業とサービス業である。

## 史跡と行事
- プラセンシア新大聖堂（スペイン語版） - 1498年から18世紀にかけ建造された。聖母の被昇天に捧げられている。ゴシック、ルネサンス、バロック様式の混合。プラセンシア司教座聖堂。
- プラセンシア旧大聖堂（スペイン語版） - 現在、大聖堂博物館が入っている。

サンティアゴ騎士団、アルカンタラ騎士団がプラセンシア周辺に封土を持っていたため、多くの教会が建てられた。
- サン・ニコラース教会 - フェリペ5世がプラセンシア滞在時に通った教会。
- サン・マルティン教会 - 13世紀
- エル・サルバドル教会
- サン・ペドロ教会 - ロマネスク様式とムデハル様式
- サン・エステバン教会 - 15世紀

- プラセンシアの城壁（スペイン語版） - 中世の軍事要塞跡
- プラセンシア水道橋（スペイン語版） - カベサベリョサ山脈からの水を引くため、16世紀につくられた。
- サン・フルジェンシオ祭 - 1月16日に行われる、守護聖人の祝祭。

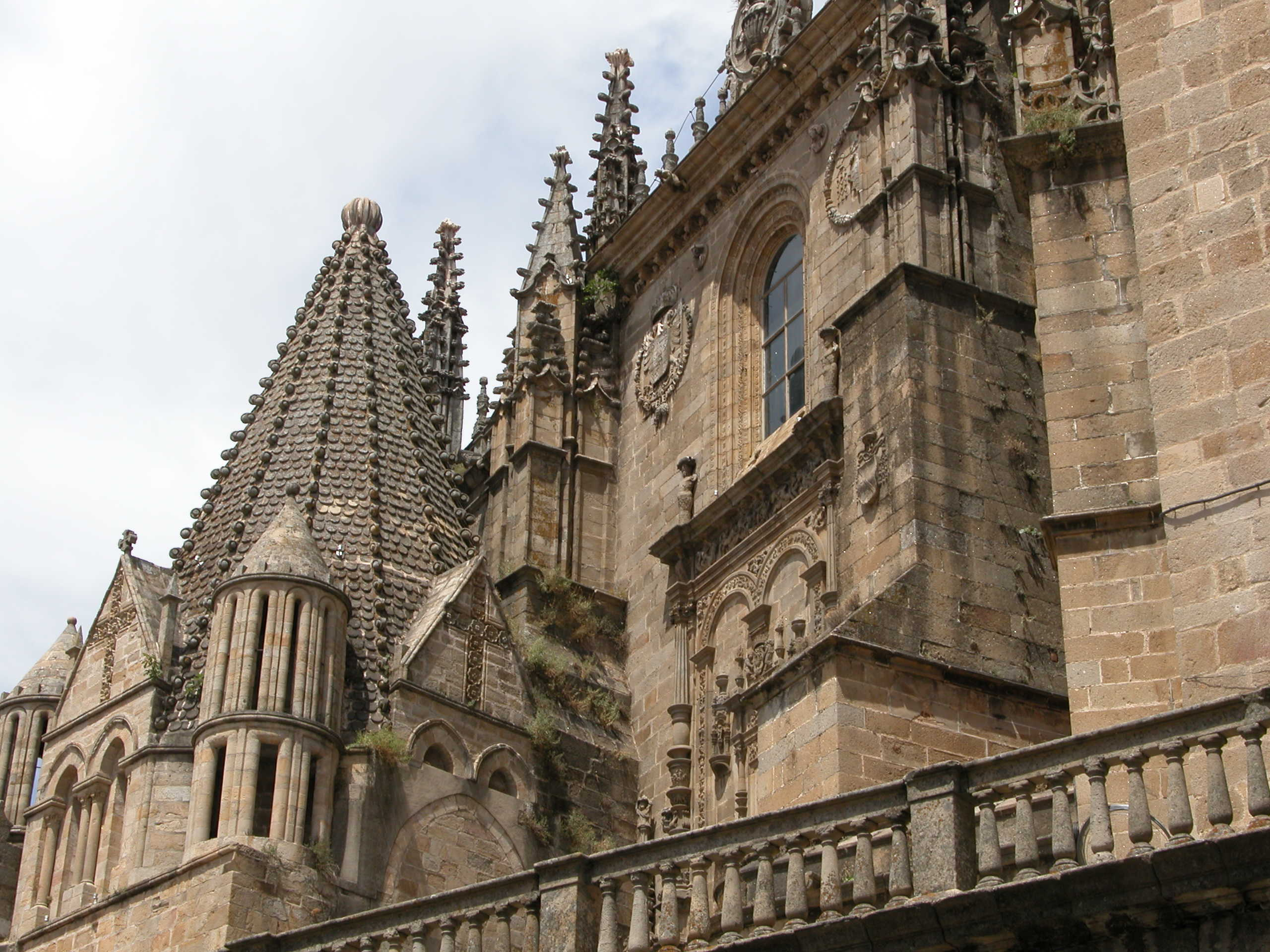
新大聖堂
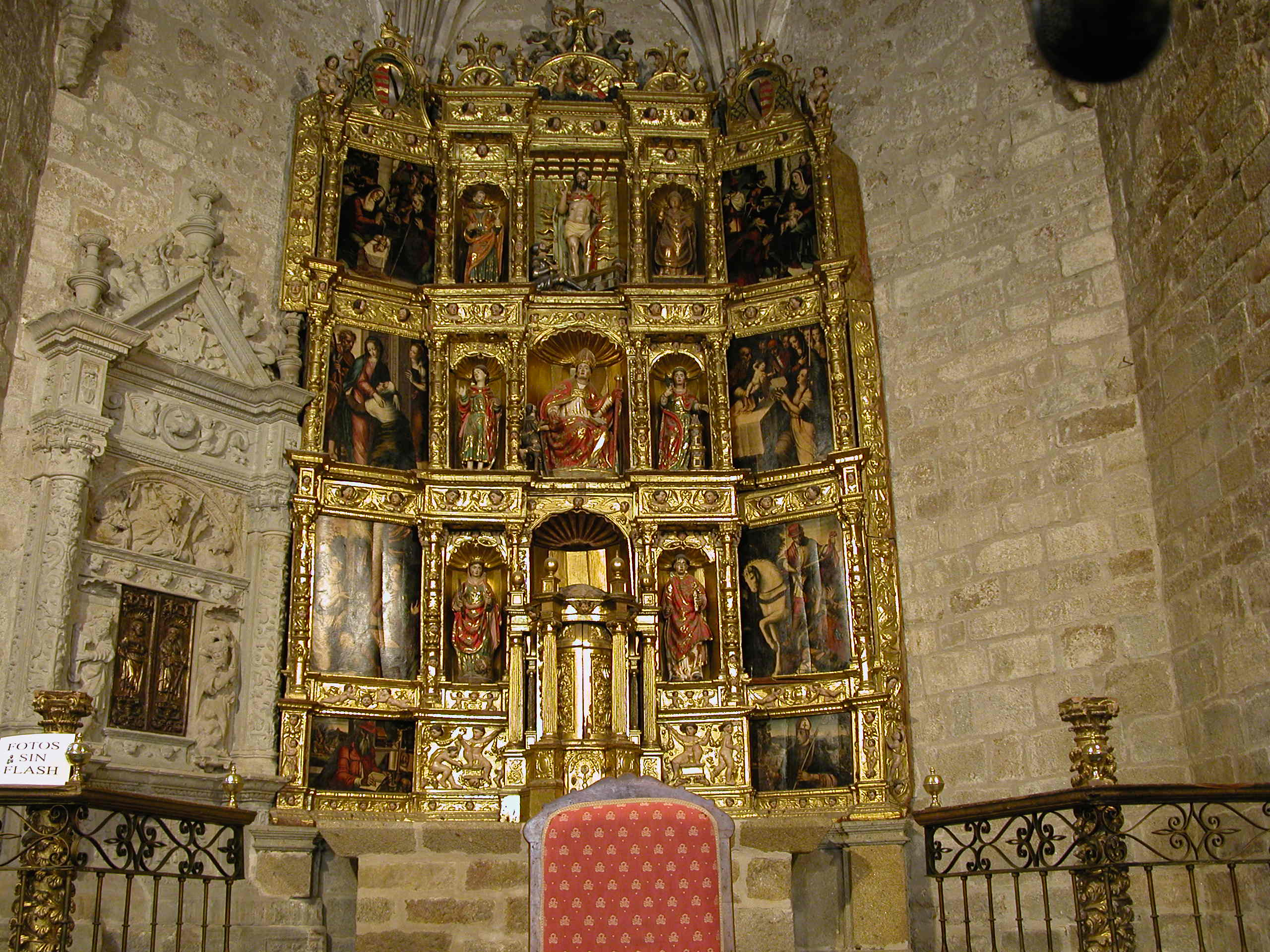
サン・マルティン教会の祭壇
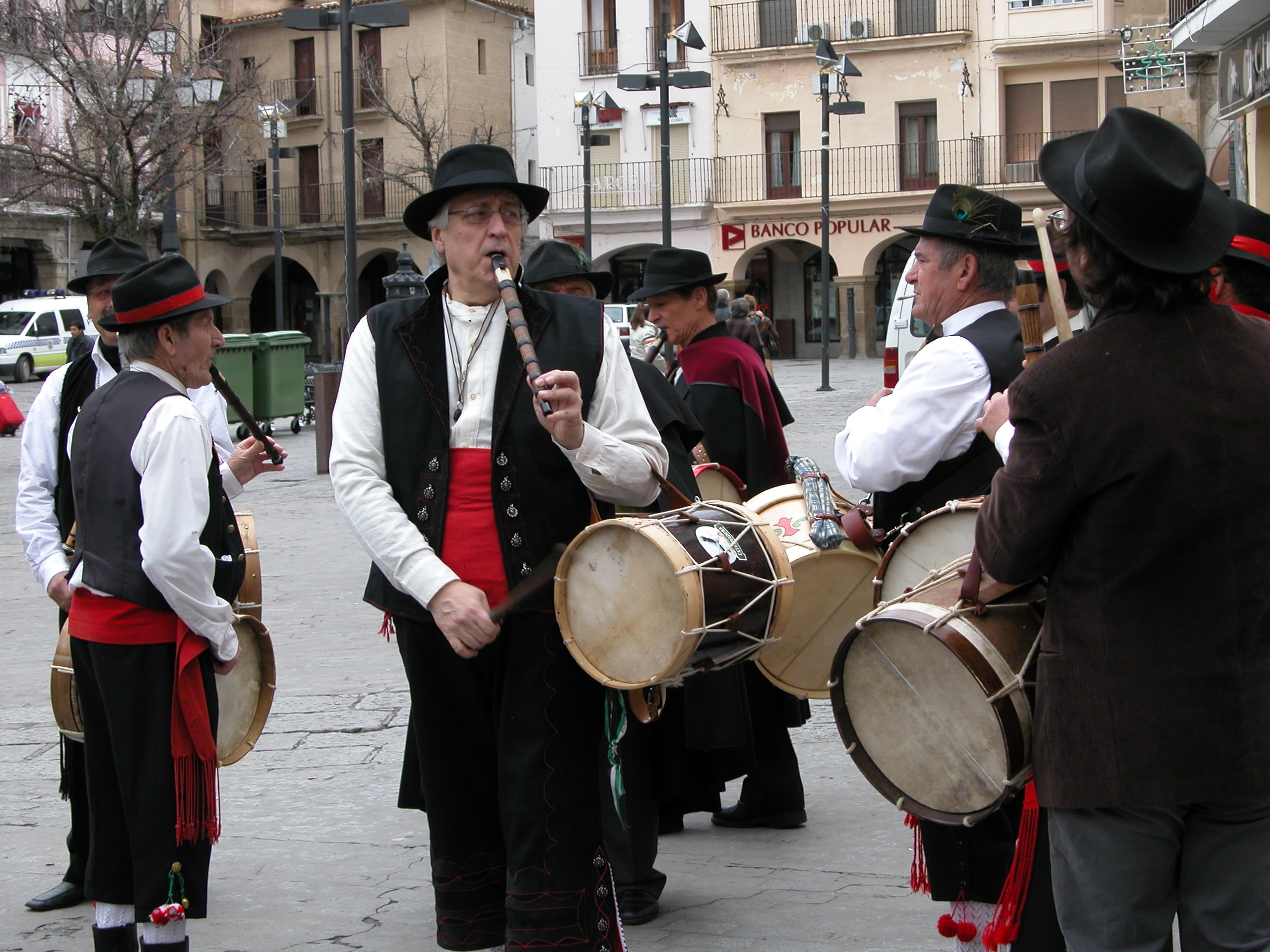
サン・フルジェンシオ祭
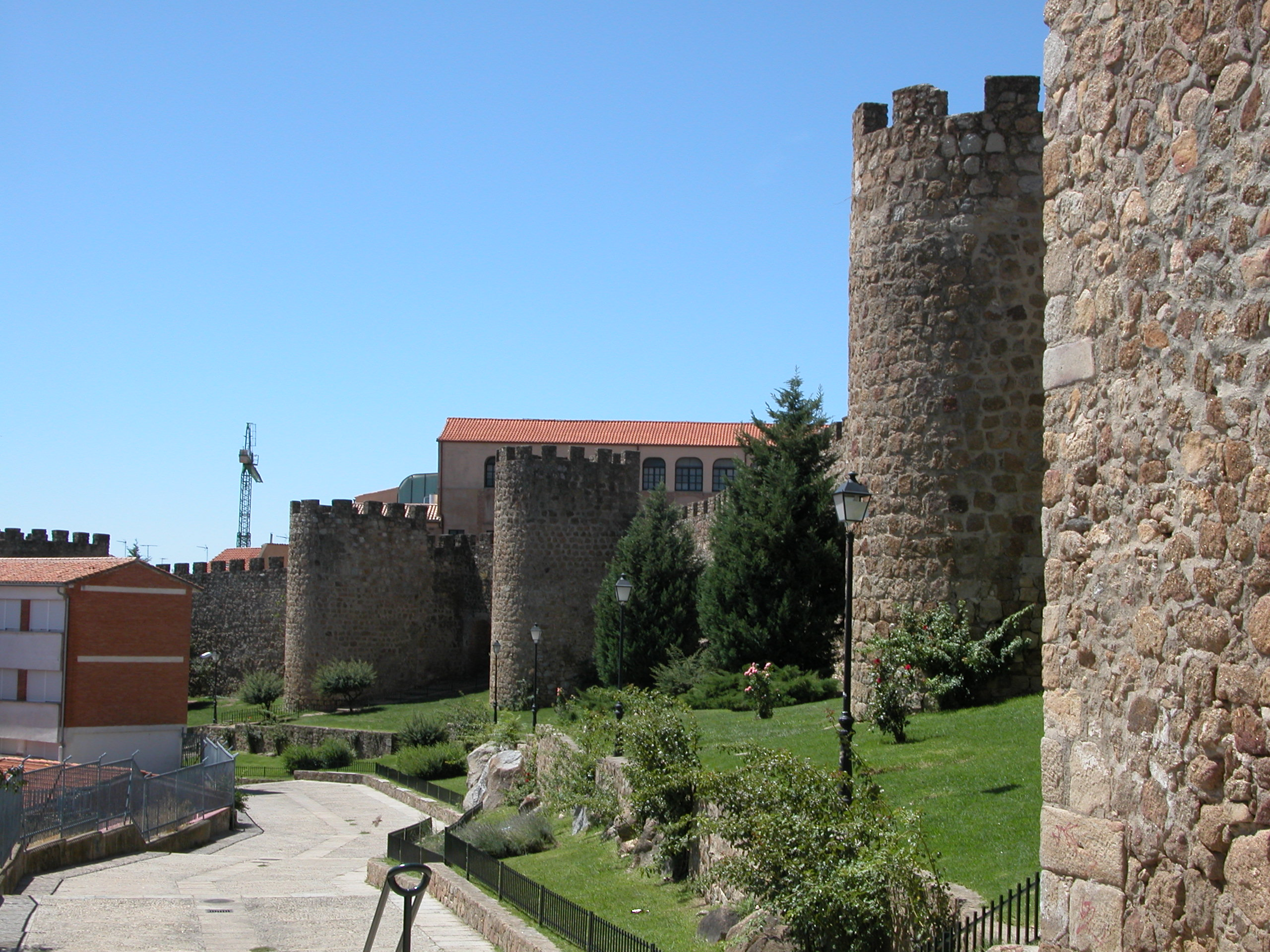
城壁
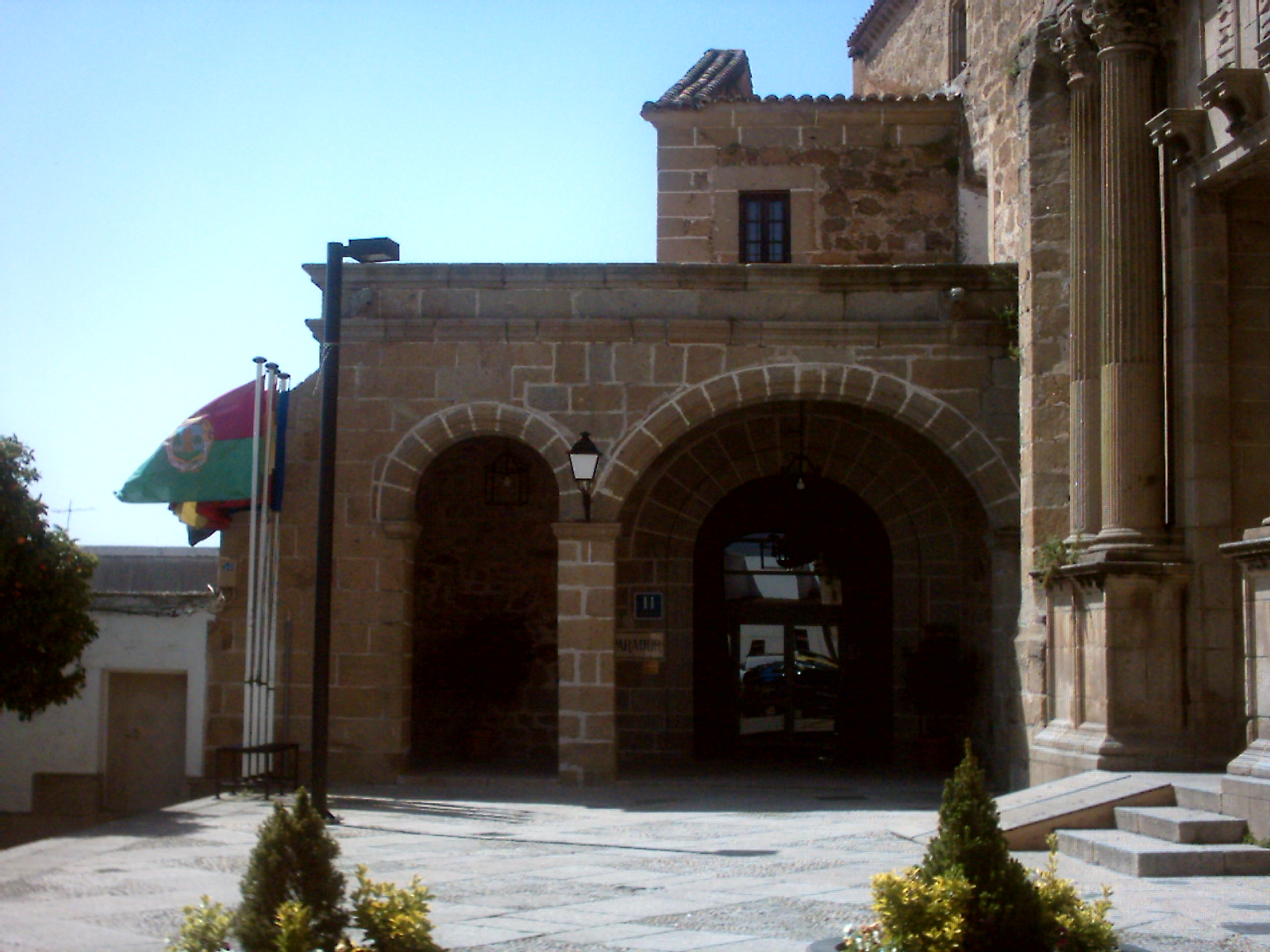
サント・ドミンゴ修道院（現在は国営ホテル）
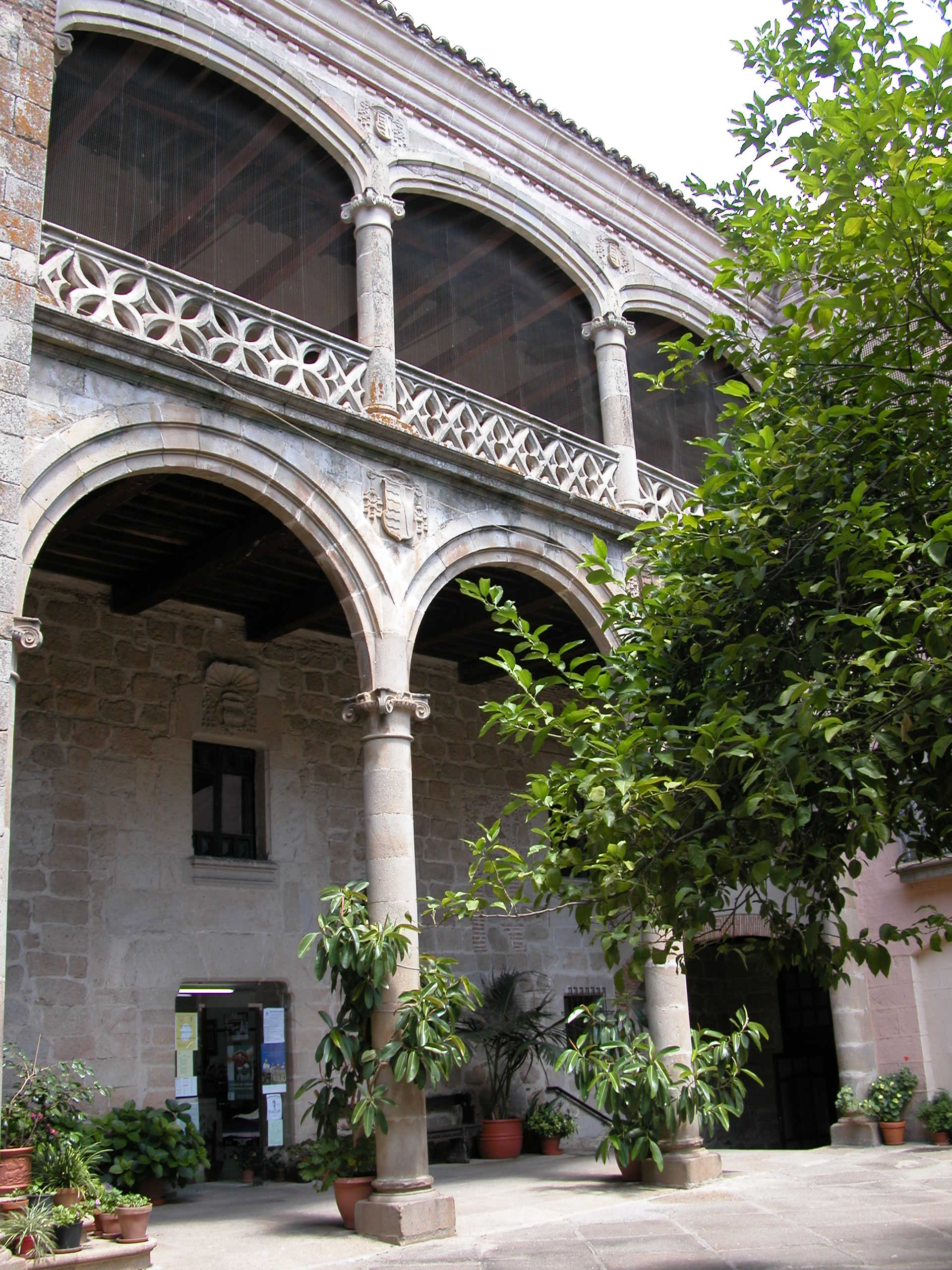
司教邸宅

## 姉妹都市
- ピアチェンツァ、イタリア
- タラベラ・デ・ラ・レイナ、スペイン
- エスカローナ、スペイン
- サンティアゴ・デ・チレ、チリ
- サン・ミゲル・デ・アボナ、スペイン
- ニーム、フランス
- カステロ・ブランコ、ポルトガル
- クエンカ、スペイン